# Salvatore Tavano
Salvatore Tavano (Syracuse, 13 maart 1980) is een Italiaans autocoureur.

## Carrière
Nadat hij zijn carrière begon in het karting, maakte Tavano in 1998 zijn debuut in het formuleracing in het Italiaanse Formule 3-kampioenschap. Hij bleef hier twee jaar rijden, voordat hij in 2001 over stapte naar de Euro Formula 3000, waar hij als vierde in het kampioenschap eindigde. Van 2002 tot 2004 reed hij drie jaar in het European Touring Car Championship, waar hij respectievelijk als 21e, 19e en 14e eindigde. In 2003 werd hij kampioen in het Italiaanse Super Production-kampioenschap. In 2005 eindigde hij als derde in het Italian Superturismo Championship.
Tavano's successen in de touring cars leidden hem tot een zitje in verschillende raceweekenden van het World Touring Car Championship in 2005 voor het team DB Motorsport in een Alfa Romeo 156. In 2006 nam hij deel aan het volledige WTCC-seizoen voor het fabrieksteam van Alfa Romeo, N. Technology, in een Alfa Romeo 156. Hij won één race op het Autódromo Miguel E. Abed, maar kende verder een teleurstellend seizoen waarin hij als achttiende in het kampioenschap eindigde.
In 2007 stapte Tavano over naar de GT1-klasse van de Le Mans Series in een Saleen S7R. Ook heeft hij gereden in het Italiaanse GT-kampioenschap. In 2010 zou hij deelnemen aan het openingsweekend van de Seat Leon Eurocup op het Autodromo Nazionale Monza voor Rangoni Motorsport, maar hij verscheen niet aan de start van de races. Dat jaar werd hij wel achter Simone Iacone en Stefano Constantini derde in de Italian Seat Leon Supercopa. In 2012 reed hij drie races in de Clio Cup Italia en in 2013 eindigde hij achter Nicola Baldan als tweede in de Italiaanse MINI Challenge.